# Bocaina do Sul
Bocaina do Sul è un comune del Brasile nello Stato di Santa Catarina, parte della mesoregione Serrana e della microregione di Campos de Lages.